# NGC 3634
NGC 3634 est une galaxie elliptique située dans la constellation de la Coupe. NGC 3634 a été découverte par l'astronome américain Francis Leavenworth en 1887.

## Caractéristiques
Cette galaxie est collée sur NGC 3635, mais comme on ne connaît pas sa distance, on ne peut savoir si c'est un couple de galaxies. Malgré cela, elles figurent dans le catalogue des galaxies en interaction Vorontsov-Velyaminov.